# 城端麦酒
城端麦酒（じょうはなびーる）は、富山県南砺市の地ビール醸造業者（有限会社）、および醸造・販売されているビール（後述のように日本の法律的には発泡酒）のブランド名。
町おこしの一環として2001年5月に醸造免許を取得し、同年7月から販売を行っている。季節ごとの色とりどりの製品が特長。
日本の法律では1994年に緩和されたものの、ビール醸造免許の取得には、年間60,000リットル（15,850ガロン）以上の生産が必要とされる。また、発泡酒の醸造免許の取得には、年間6,000リットル以上と少なくなる。城端麦酒はビール醸造免許を取得しておらず、発泡酒醸造免許のみ取得している。
2001年に製造を開始するが、城端麦酒の立ち上がりは順調とは言えなかった。地元の祭りなどに出品しても3杯しか売れなかったり、売れても「不味い」と不評であった。醸造長の山本勝は数少ない購入客の率直な言葉を真摯に受け取りビールの改良を重ねた。2001年度、2002年度は年間6,000リットルの生産もクリアできず、税務署からもこのままでは発泡酒醸造免許更新を行わない旨の通告がされた。山本は「とりあえずビールではない2杯目のビール」を作ることを目標とし、桃を使った「Sakura」、カシスを使った「Kaede」を開発。これらが好評を得たことで、この年の製造量は7,000リットルを達成した。
2005年、取引先やファンの勧めに従って、インターナショナル・ビアカップ（国際ビール大賞）に出品したところ、三つの賞を獲得する。これによって認知度も高まり、2008年よりオオヤブラッスリー（富山市）とタナバタビアフェスタトヤマを主催するまでになった。なお、1回目となるタナバタビアフェスタトヤマの客寄せ商品とするために、城端麦酒は「青いビール」を開発。この青いビールが北日本新聞に採り上げられたことで、タナバタビアフェスタトヤマの前売りチケットの問い合わせは急激に増え、予想を大幅に上回る集客数を達成した。この青色のビールは「グレートブルー」として毎年夏季限定販売されるようになる。

## 賞歴
インターナショナル・ビアカップ
2005年
- フリースタイル部門金賞 - 麦やエール
- フリースタイル部門銀賞 - 城端 はかまエール
- フルーツビール部門銅賞 - Kaede 楓